# A Family Feud (film 1910)
A Family Feud è un cortometraggio muto del 1910. Il nome del regista non viene riportato nei credit del film, la storia dell'amore di due ragazzi che riescono a far superare alle loro famiglie vecchi dissapori.

## Trama
Trama di Moving Picture World synopsis in (EN)  su IMDb

## Produzione
Il film fu prodotto dalla Vitagraph Company of America.

## Distribuzione
Distribuito dalla General Film Company, il film - un cortometraggio in una bobina - uscì nelle sale cinematografiche statunitensi il 24 luglio 1910.